# Ostróda
Ostróda (niem. Osterode in Ostpreußen, prus. Austrāti) – miasto w Polsce położone w województwie warmińsko-mazurskim, siedziba powiatu ostródzkiego oraz gminy wiejskiej Ostróda. W latach 1975–1998 miasto administracyjnie należało do województwa olsztyńskiego.
Według danych GUS z 1 stycznia 2024 r. miasto miało 31 336 mieszkańców.

## Położenie
Pod względem historycznym Ostróda leży w Prusach Górnych, na obszarze dawnej ziemi Sasinów. Etnograficznie znajduje się również na Mazurach.
Według regionalizacji fizycznogeograficznej Polski miasto położone jest na pograniczu Doliny Drwęcy i Równiny Olsztynka.

## Historia
Najwcześniej umocnionym miejscem w okolicy dzisiejszej Ostródy był gród na południe od wsi Kajkowo, w którym przenikały się wpływy polskie i pruskie. Początek Ostródzie dała wybudowana ok. 1270 drewniana strażnica, która została w późniejszym czasie przebudowana w zamek. Powstała na terenie ziemi Sasinów wcześniej zasiedlonej przez Prusów. Obok strażnicy powstała osada, której komtur dzierzgoński Luther von Braunschweig nadał w 1329 prawa miejskie, które zostały potwierdzone w 1335 i 1348. Nazwa Ostródy pochodzi rzekomo od niemieckiego miasta Osterode am Harz, z którego pochodził komtur. Od 1340 miasto było siedzibą komturii, ok. 1370 w miejscu warowni powstał zamek wybudowany z granitowych głazów i cegły, w 1381 został spalony przez wojska Kiejstuta. Po bitwie pod Grunwaldem pod murami miasta żołnierze polscy dokonali rzezi krzyżackich uciekinierów z pola bitwy, a w dniu 18 lipca 1410 roku rycerz Mikołaj z Durąga (Claus von Doringe) zajął miasto i zamek dla wojsk króla Władysława Jagiełły, cztery dni później mieszczanie złożyli polskiemu królowi hołd.
W 1440 roku Ostróda przystąpiła do antykrzyżackiego Związku Pruskiego. W latach 1466–1657 stanowiła lenno Korony Królestwa Polskiego, tereny te od XVI wieku były określane jako Prusy Górne (niem. Oberland). W 1519 roku w czasie wojny polsko-krzyżackiej (wojny pruskiej) Ostróda zostaje zdobyta przez wojska króla polskiego Zygmunta Starego. W 1525 komturstwo staje się starostwem. W 1628 miasto krótko okupowali Szwedzi. W latach 1633–1639, za zgodą polskiego króla Władysława IV Wazy, miastem (i starostwem) zarządzał Jan Chrystian brzeski, książę Brzegu i Legnicy, jeden z ostatnich książąt z dynastii Piastów; tu zmarł. Jego druga żona księżna Jadwiga została pochowana w kościele św. Dominika Savio. W 1656 miasto zostało spustoszone przez Tatarów, a następnie przez wojska szwedzkie.

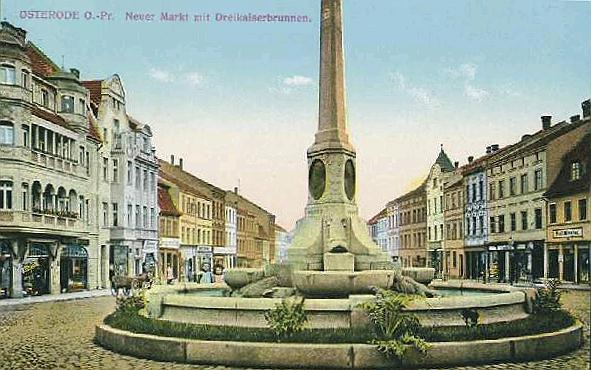
Fontanna Trzech Cesarzy na rynku w Ostródzie (autorstwa A. Künne), około 1895 r.

Od 1758 przez cztery lata miasto znajdowało się pod okupacją rosyjską, w 1788 wybuchł największy w historii pożar, który zniszczył zamek i większą część zabudowy. Od 21 lutego do 1 kwietnia 1807 roku na zamku mieszkał cesarz Napoleon Bonaparte (jego pobyt upamiętniają medal „Napoleon w Ostródzie” i obraz przedstawiający hołd mieszkańców złożony cesarzowi, które znajdują się w zbiorach muzeum w Wersalu), w czerwcu tego samego roku kwaterowały tu wojska gen. Józefa Zajączka. Od 1818 miasto staje się siedzibą powiatu. W latach 1834–1848 pastorem polskiej gminy ewangelickiej był Gustaw Gizewiusz; tu zmarł i został pochowany. W 1855 Karol Salewski założył polską księgarnię, a w 1868 drukarnię, w której wydał 50 książek w języku polskim i 20 roczników kalendarzy.

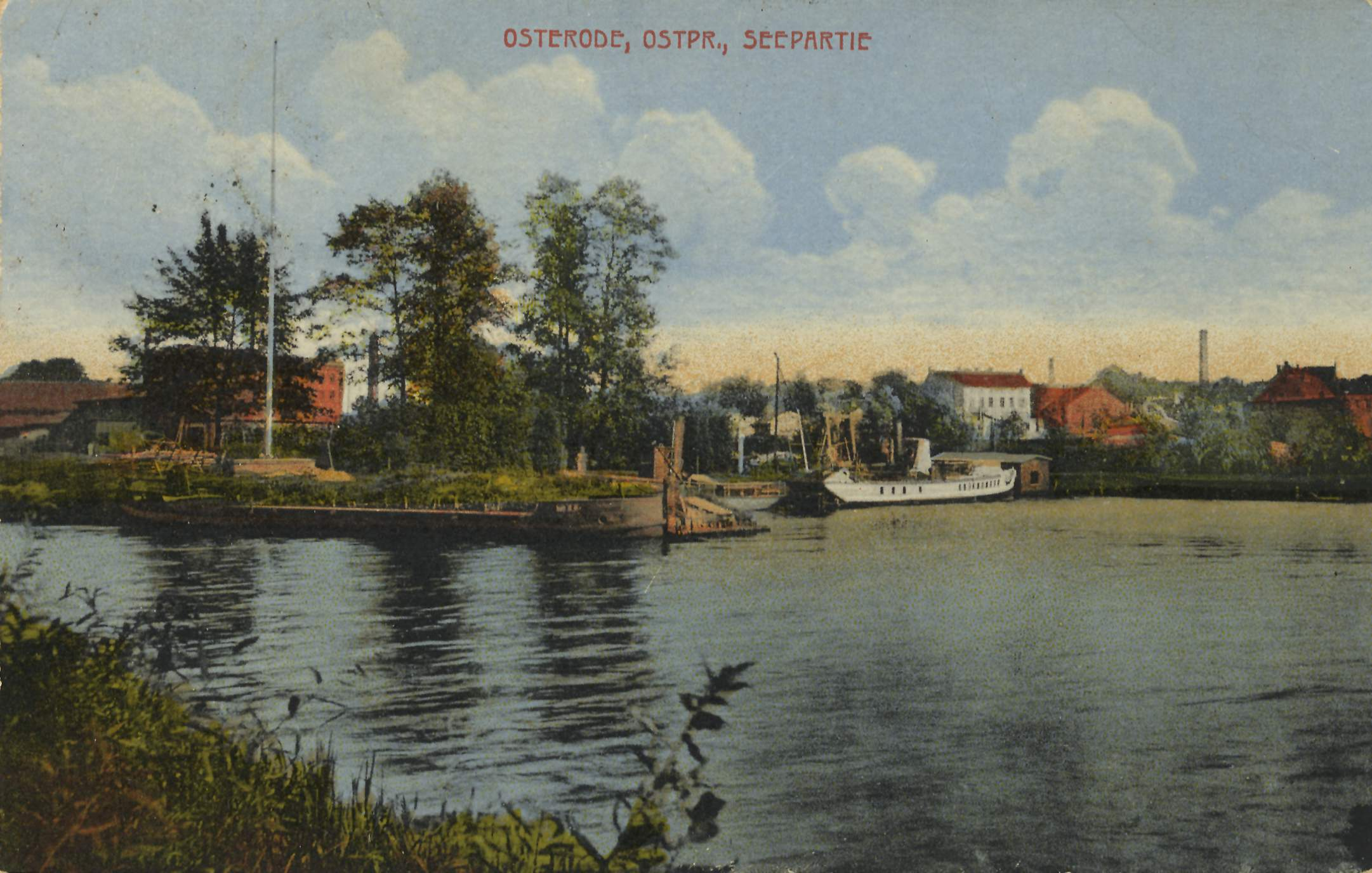
Ostróda około 1921 roku

Mimo lokacji miejskiej do czasu otwarcia w 1852 Kanału Elbląskiego i doprowadzenia linii kolejowej w 1872 roku Ostróda pozostawała miasteczkiem o znaczeniu wyłącznie lokalnym. W 1890 roku powiat ostródzki zamieszkiwały 43 000 Polaków, co stanowiło 62% populacji. W latach 1900–1910 wybudowano kanalizację i wodociąg oraz przeprowadzono gazyfikację. Od 1871 w granicach Niemiec, po plebiscycie w 1920 Ostróda pozostała przy Niemczech.
W 1945 roku miasto zostało zdobyte przez oddziały 5 armii pancernej gwardii 2 Frontu Białoruskiego. Ostróda była silnym punktem oporu i ważnym węzłem komunikacyjnym, bronionym przez liczny garnizon niemiecki. Po przeprowadzonym rozpoznaniu dowództwo 10 Korpusu Pancernego zadecydowało o przeprowadzeniu szturmu nocą. W dwustronnym oskrzydleniu miasta uczestniczyły wszystkie jednostki 10 KPanc. (178 BPanc., 183 BPanc., 183 BPanc. i 11 BZ). Udany szturm na pozycje niemieckie przeprowadzono 21 stycznia 1945 roku po nawale artyleryjskiej. Miasto zostało zdobyte, jednak w czasie działań bojowych zniszczeniu uległo około 60% zabudowy Ostródy, w tym 30% budynków mieszkalnych, 11% przemysłowych i 20% obiektów użyteczności publicznej.
Obecna nazwa została administracyjnie zatwierdzona 7 maja 1946. W okresie Polski Ludowej w mieście powstały Zakłady Naprawcze Taboru Kolejowego, kombinat mięsny, dwa zakłady drzewne, wytwórnia win i przetworów owocowych, zakłady kserotermiczne i zakłady szkutniczo-drzewne.

## Warunki naturalne
Przez Ostródę przepływa rzeka Drwęca. Miasto połączone jest kanałowym szlakiem wodnym z Elblągiem.
W granicach Ostródy znajdują się następujące jeziora:
- Drwęckie

- Smordy (jezioro Jakuba)
- Puzy (jezioro Pauzeńskie)
- Sajmino (jezioro Kajkowskie)
- Perskie

Według danych z roku 2002 Ostróda ma obszar 14,15 km², w tym:
- użytki rolne: 19%
- użytki leśne: 5%

Miasto stanowi 0,8% powierzchni powiatu.

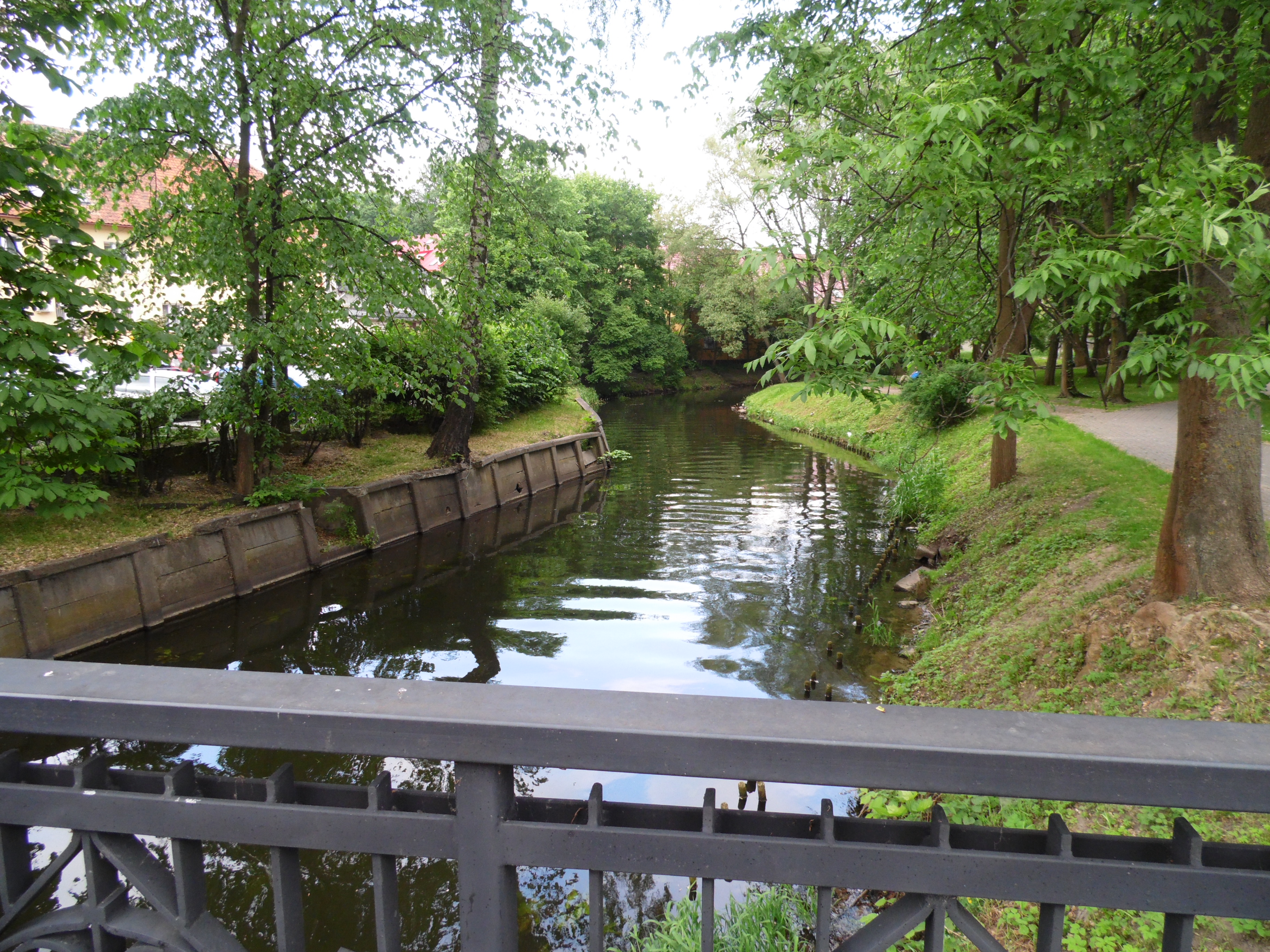
Rzeka Drwęca w Ostródzie
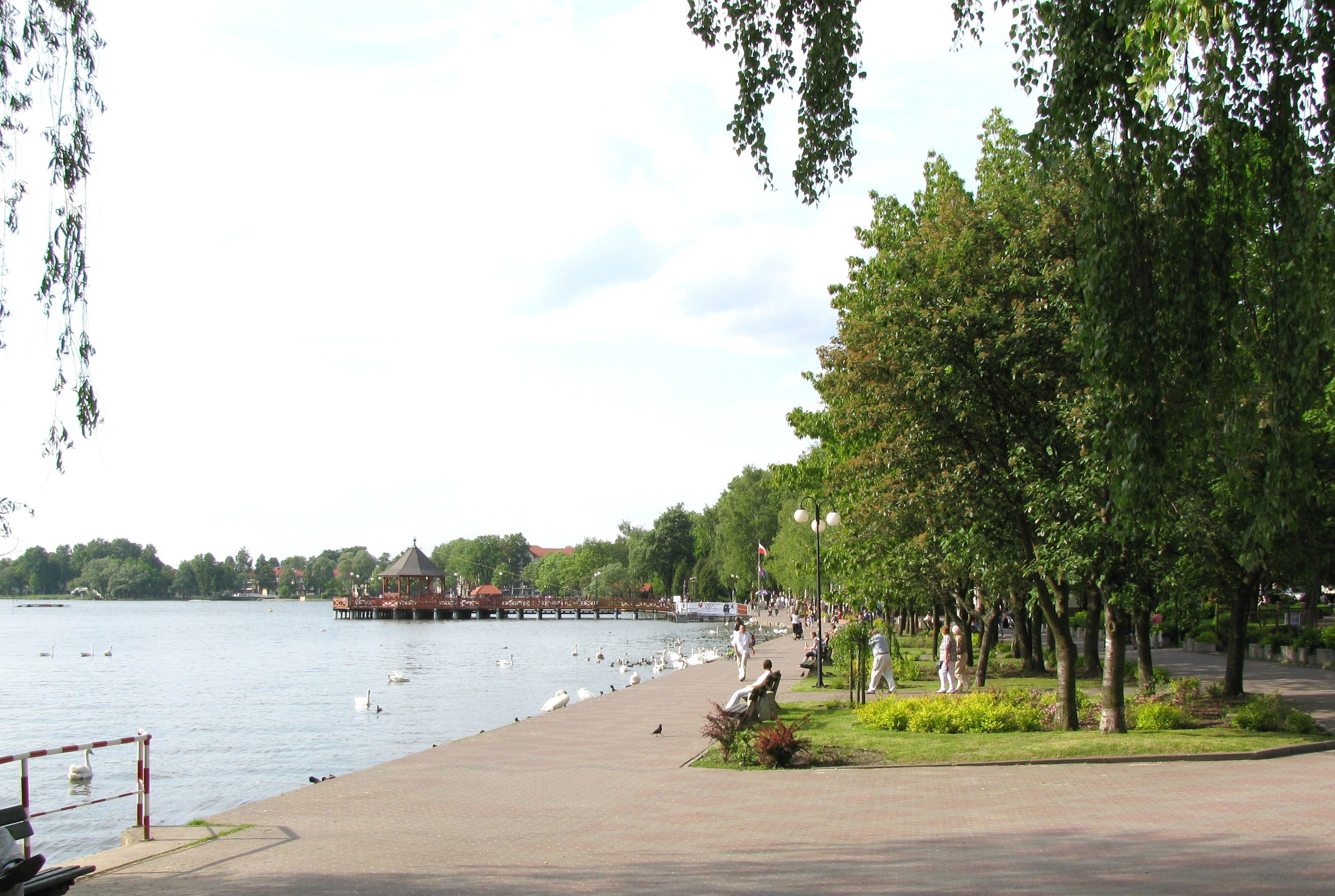
Bulwar nad Jeziorem Drwęckim
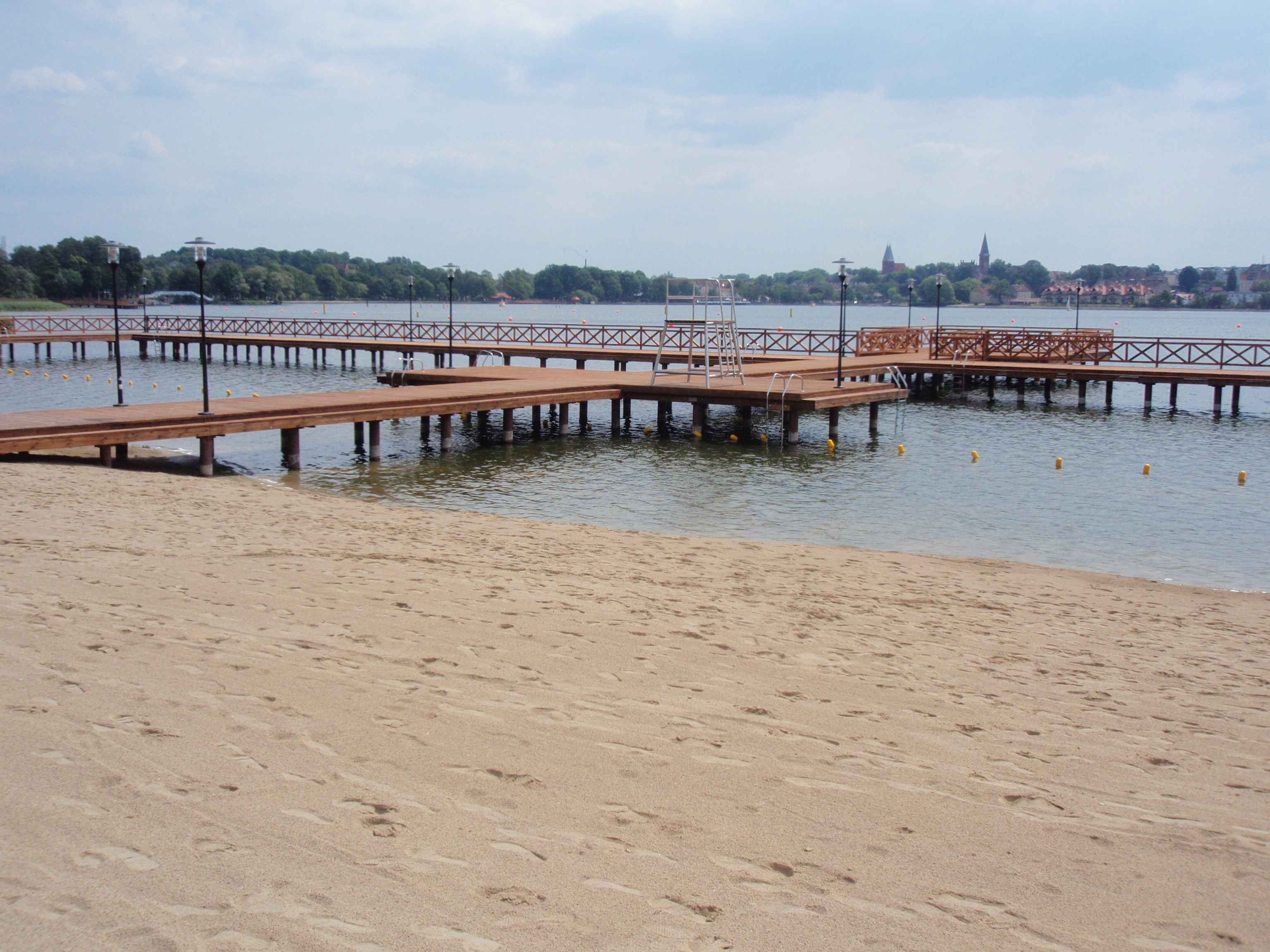
Plaża miejska nad Jeziorem Drwęckim

## Demografia

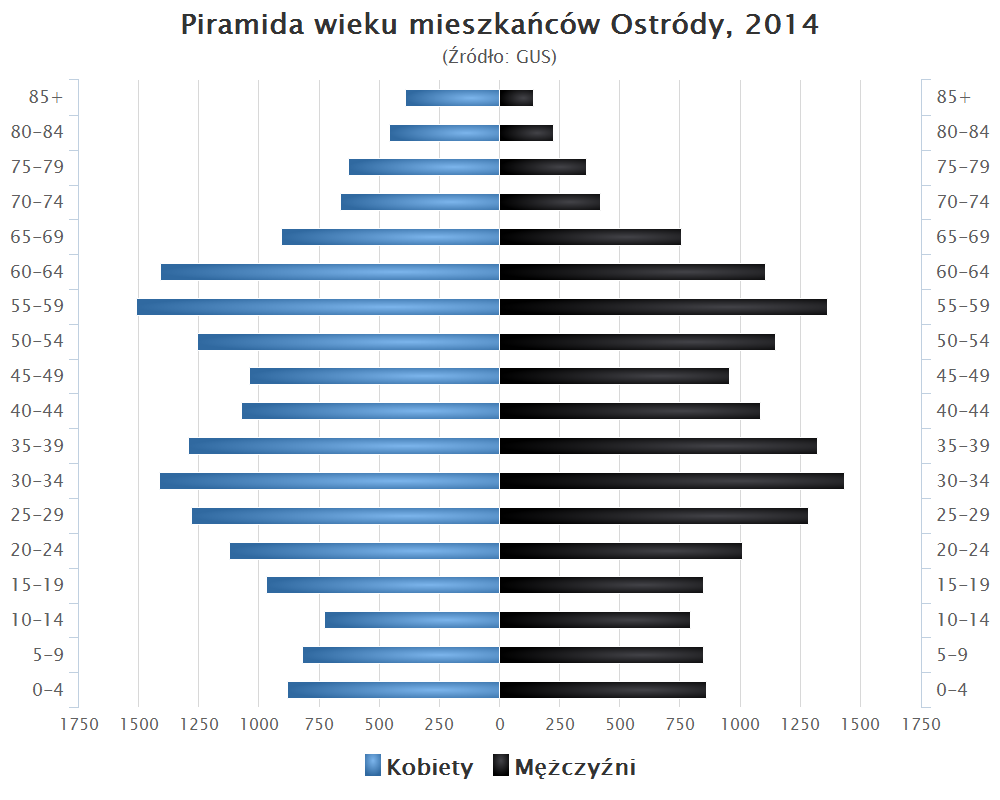
Piramida wieku mieszkańców Ostródy w 2014 roku

Dane z 30 czerwca 2016
| Opis      | Ogółem | Ogółem | Kobiety | Kobiety | Mężczyźni | Mężczyźni |
| --------- | ------ | ------ | ------- | ------- | --------- | --------- |
| jednostka | osób   | %      | osób    | %       | osób      | %         |
| populacja | 33396  | 100    | 17668   | 52,90   | 15728     | 47,10     |

### Bezrobocie
Bezrobocie rejestrowane w Ostródzie wynosiło w 2015 roku 11,1% (13,3% wśród kobiet i 9,1% wśród mężczyzn). Jest to znacznie mniej od stopy bezrobocia rejestrowanego dla województwa warmińsko-mazurskiego oraz znacznie więcej od stopy bezrobocia rejestrowanego dla całej Polski.

## Zabytki

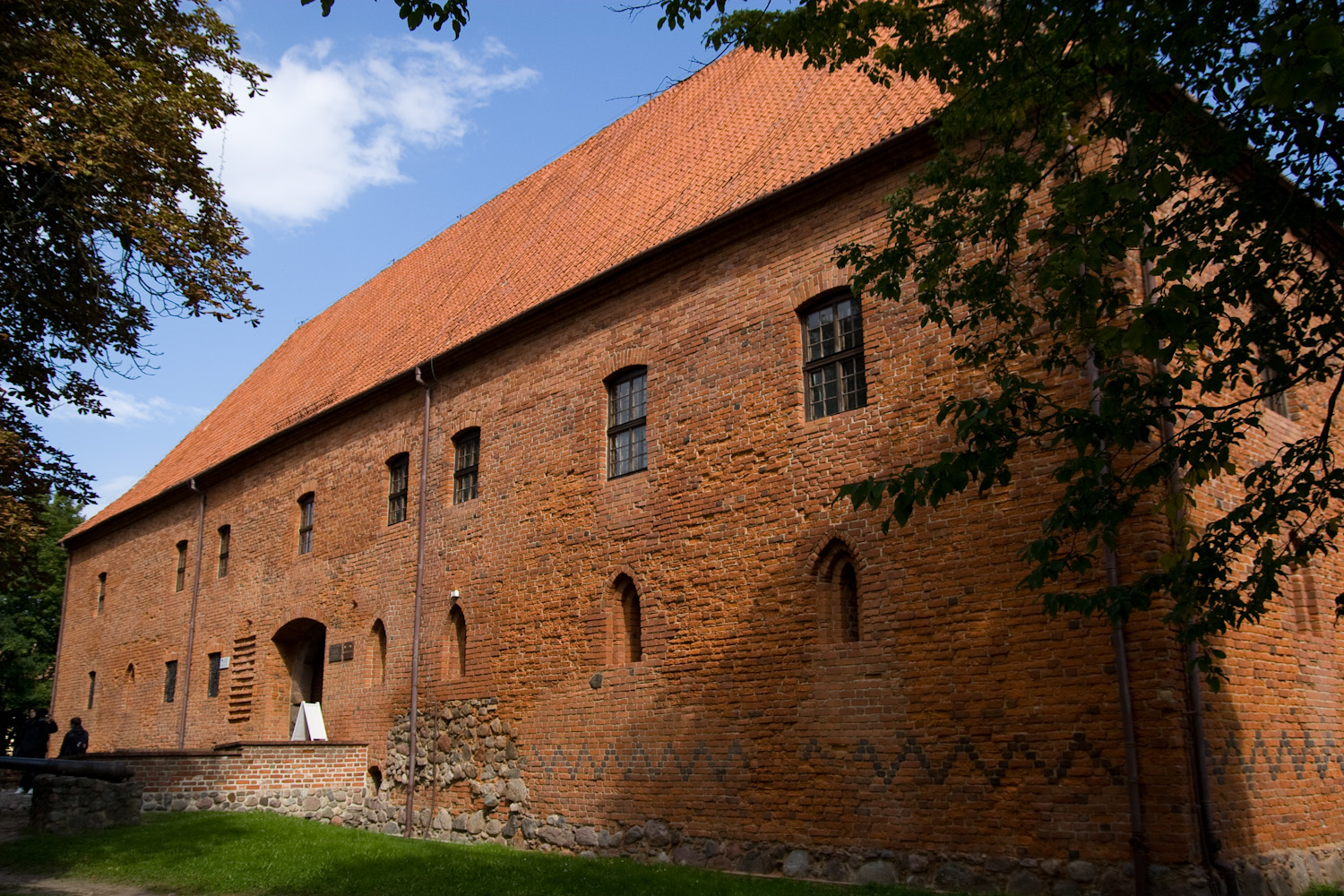
Zamek krzyżacki, obecnie siedziba Muzeum w Ostródzie

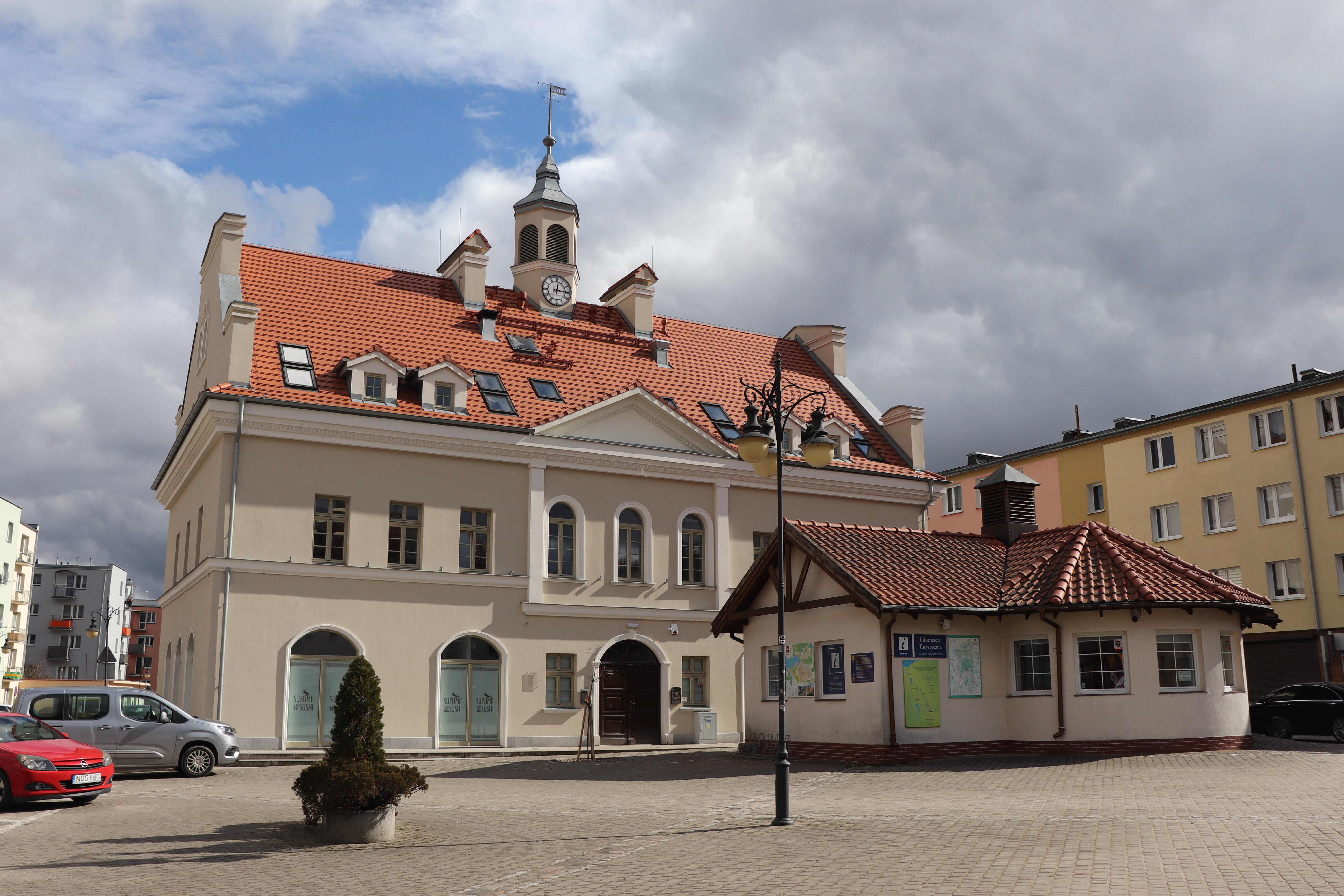
Stary Ratusz Ostródy został zniszczony podczas II wojny światowej i odbudowany w XXI wieku

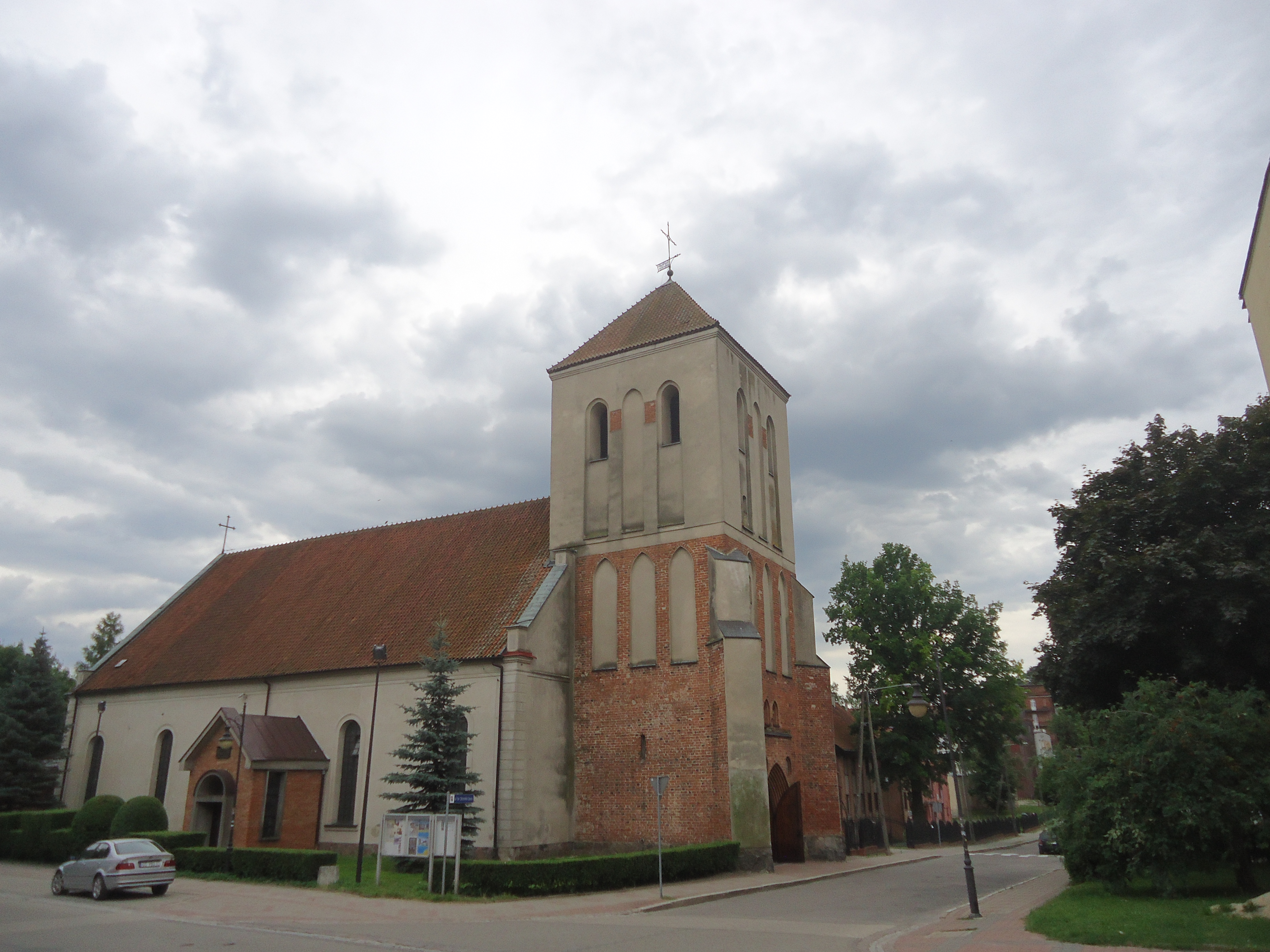
Kościół św. Dominika Savio

Wybrane zabytki, znajdujące się na terenie Ostródy:

### Obiekty sakralne

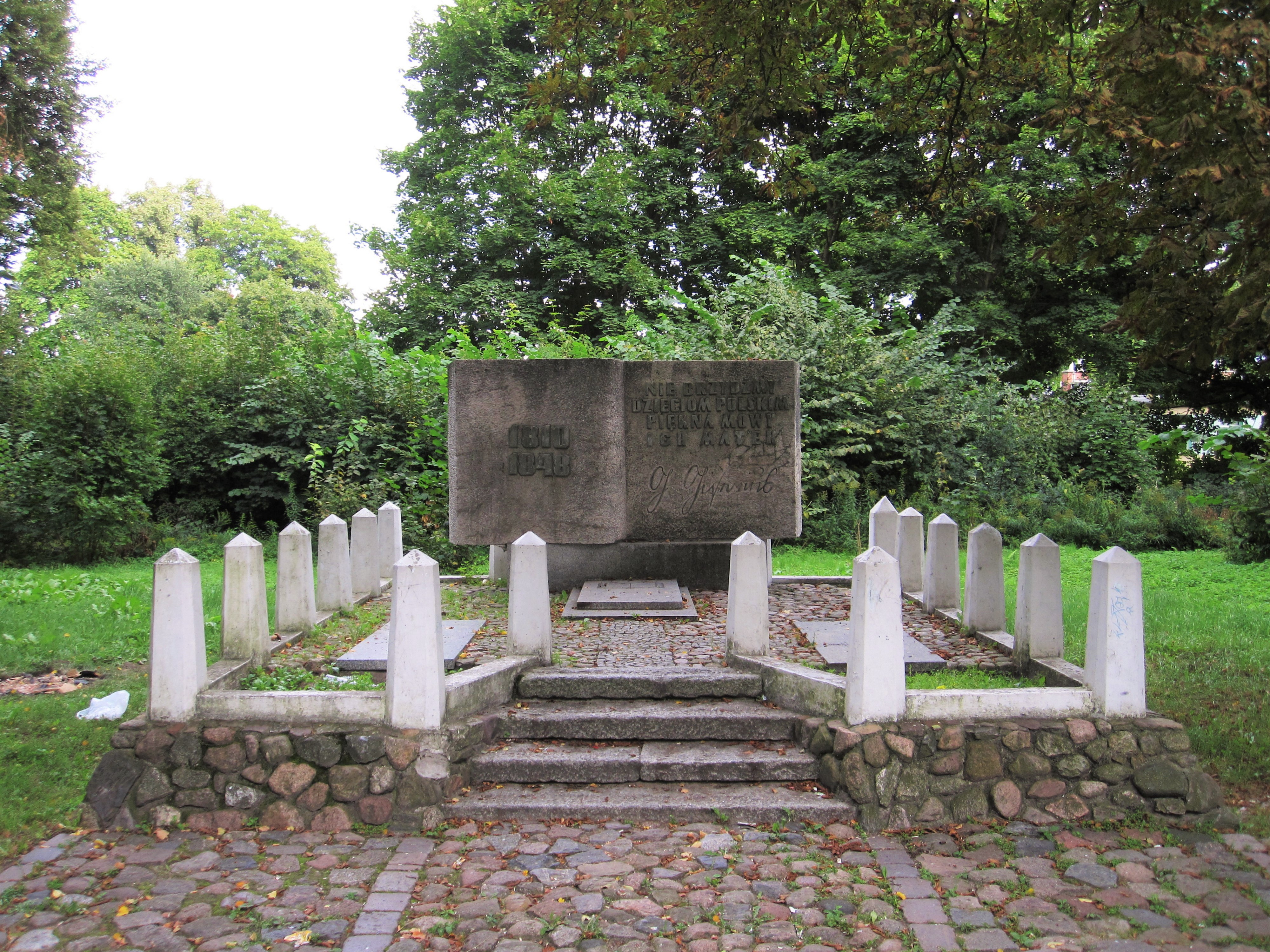
Grób Gustawa Gizewiusza na Cmentarzu Polska Górka

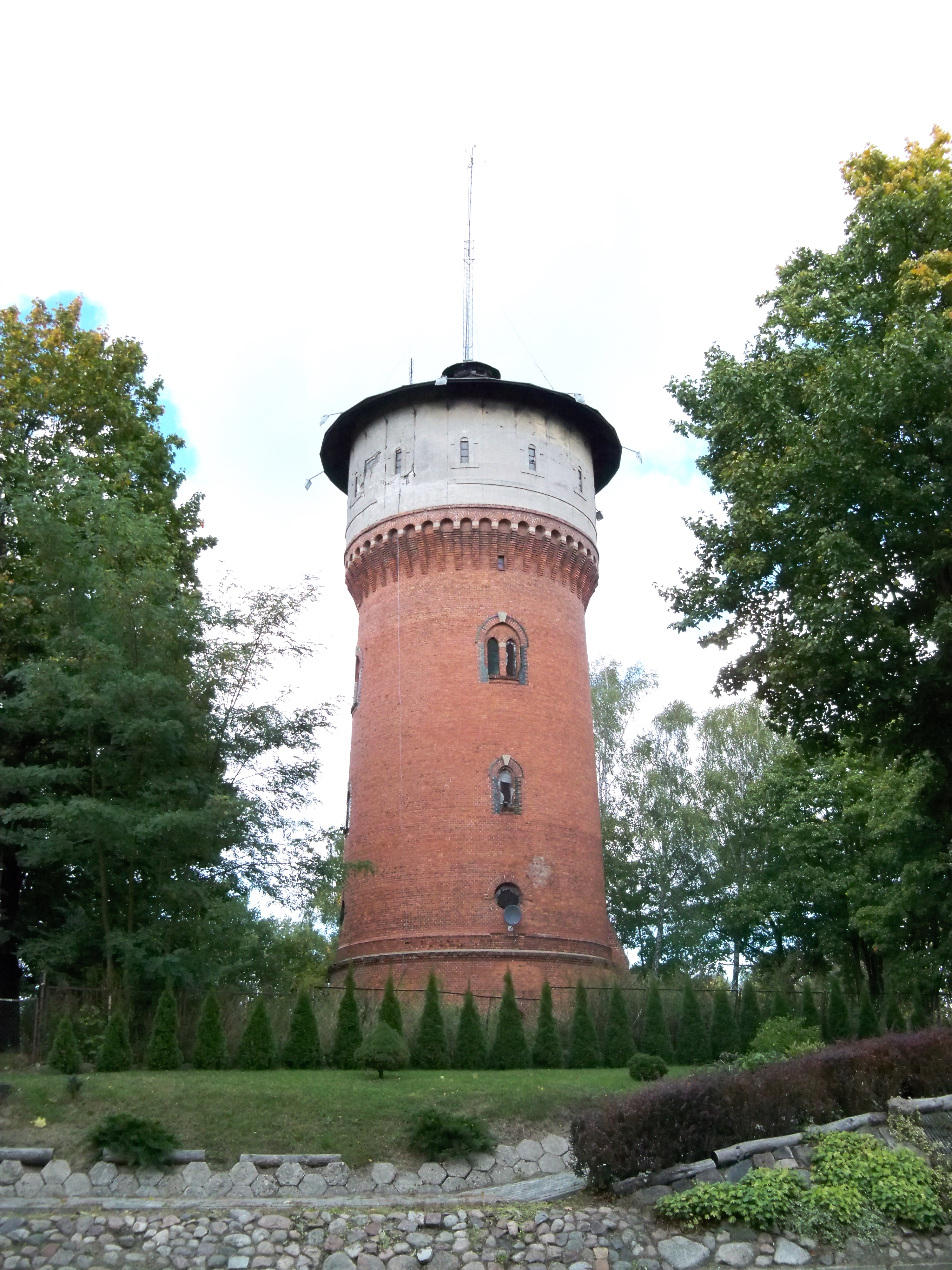
Komunalna wieża ciśnień

- Kościół św. Dominika Savio, pierwotnie gotycki z XIV w., gruntownie przebudowany po pożarze w k. XVIII w., odbudowany po zniszczeniach wojennych. Znajduje się przy ul. św. Dominika Savio[19],
- Kościół neogotycki pod wezwaniem Niepokalanego Poczęcia Najświętszej Maryi Panny z lat 1856–1875, wieża dobudowana na początku XX w.[19],
- Kościół ewangelicko-metodystyczny neogotycki z 1907 r.; wieża kościelna, na którą wiedzie 105 schodów, stanowi punkt widokowy na całą Ostródę, ponadto mieści w sobie 3 dzwony (największy o średnicy 148 cm) oraz mechanizm zegarowy[19],
- Kaplica baptystów – zbudowana w 1910 roku w stylu neogotyckim (ul. Nadrzeczna)[19],
- Cmentarz Polska Górka przy ul. Olsztyńskiej. Część grobów pochodzi z I połowy XIX w. Jest tu pochowany pastor Gustaw Gizewiusz pochodzący z rdzennie polskiej rodziny, niezmordowany orędownik polskości Mazur. Urodził się 21 maja 1810 roku w Piszu, a w roku 1835 osiedlił się w Ostródzie jako pastor polskiego kościoła ewangelickiego. W 1848 roku został wybrany polskim posłem do Parlamentu Niemieckiego. Zmarł nagle 7 maja 1848 roku. Pośród ruin cmentarza zwracają uwagę zabytkowe nagrobki pożydowskie oraz neoklasycystyczna brama z XIX w.[19],

### Zespoły koszarowe
- Koszary artyleryjskie (tzw. Białe Koszary) – oddane do użytku w 1913 roku, zostały zaprojektowane przez Fritza Heitmanna[19] dla potrzeb 3 Wschodniopruskiego Pułku Artylerii Polowej nr 79, przed 1939 siedziba 21 dywizjonu dział przeciwpancernych, po 1945 Centrum Wyszkolenia Wojsk Ochrony Pogranicza oraz jednostki wojsk pancernych
- Koszary Grollmanna (tzw. Czerwone Koszary) – zbudowane w latach 1890–1898, głównie przy użyciu czerwonej cegły[19]
- Koszary przy ul. Garnizonowej (Bergkaserne) – najstarsze ostródzkie koszary, zbudowane w połowie XIX w. Obecnie popadające w ruinę[20]

### Budowle obronne
- Zamek krzyżacki pierwotnie w stylu gotyckim, następnie kilkakrotnie przebudowywany. Pochodzi z XIV w. i był siedzibą komturstwa krzyżackiego. Od 1977 roku odbudowywany po zniszczeniach spowodowanych wojną[19],
- Fragmenty gotyckich murów obronnych z XV w. Przy obecnym kościele św. Dominika Savio ul. św. Dominika Savio, ul. Drwęckiej oraz u zbiegu ul. Mickiewicza i ul. Wyspiańskiego[19],

### Pozostałe
- Gotycki układ urbanistyczny miasta lokowanego ok. 1270 r. (obecnie przebudowany plac 1000-lecia)[21],
- Urządzenia Kanału Elbląskiego (Śluza Ostróda), ul. Szosa Elbląska[19].
- Dworzec kolejowy z końca XIX w.[19]
- Budynek liceum ogólnokształcącego, eklektyczny z 1907 roku[19],
- Dawna rogatka przy posesji Szkoły Podstawowej Nr 1, neoklasycystyczna z XIX w.[21]
- Neogotycka komunalna wieża ciśnień pochodząca z przełomu XIX i XX w. (ul. Drwęcka)[19].
- Wieża Bismarcka zbudowana w 1902 roku, pierwsza tego typu budowla w Prusach Wschodnich[19].
- Kamienice z XIX i początku XX w. znajdujące się głównie przy ulicach: Mickiewicza, Sienkiewicza, Jana Pawła II, Czarnieckiego, Słowackiego, 11 Listopada, Armii Krajowej[19].
- Spichlerz na ul.Słowackiego (nie istnieje od 2000 roku).
- Gmach obecnego Urzędu Miasta z pocz. XX w.
- Kolejowa wieża ciśnień z 1911.
- Kamień Plebiscytowy z 11.07.1920 roku w Parku Collisa, ul. 3 Maja.
- Cmentarz wojenny z 1914 roku żołnierzy poległych w bitwie pod Tannenbergiem, ul. Chrobrego.
- Dom przy ul.Sienkiewicza 10. Obok po lewej na kamieniu tablica pamiątkowa gdzie urodził się światowej sławy pisarz Hans Helmut Kirst.(1914-1989).

W Ostródzie znajduje się podstrefa Warmińsko-Mazurskiej Specjalnej Strefy Ekonomicznej.

### Lokalne instytucje i organizacje gospodarcze
- Cech Rzemieślników i Przedsiębiorców w Ostródzie
- Fundacja Rozwoju Przedsiębiorczości ATUT
- Inkubator Przedsiębiorczości Społecznej w Ostródzie
- Zachodnio-mazurska Lokalna Organizacja Turystyczna

## Edukacja
Lista szkół znajdujących się w Ostródzie:

### Szkoły podstawowe

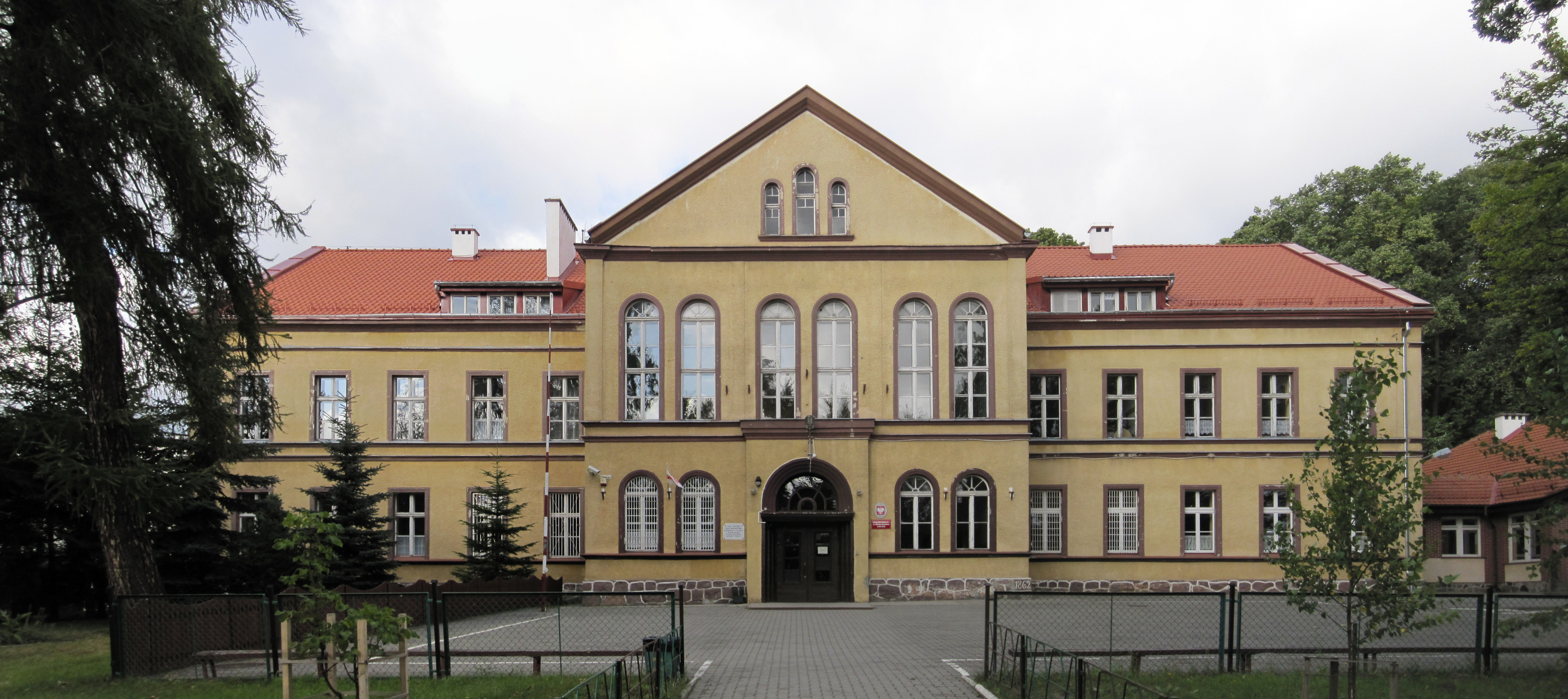
Szkoła Podstawowa nr 2 im. Gustawa Gizewiusza

- Szkoła Podstawowa nr 1 im. Armii Krajowej
- Szkoła Podstawowa nr 2 im. Gustawa Gizewiusza
- Szkoła Podstawowa nr 3 im. Jana Pawła II
- Szkoła Podstawowa nr 4 im. Polskich Olimpijczyków
- Szkoła Podstawowa nr 5 im. Janusza Korczaka
- Szkoła Podstawowa nr 6 im. Kornela Makuszyńskiego
- Szkoła Mistrzostwa Sportowego w Ostródzie

### Szkoły ponadpodstawowe

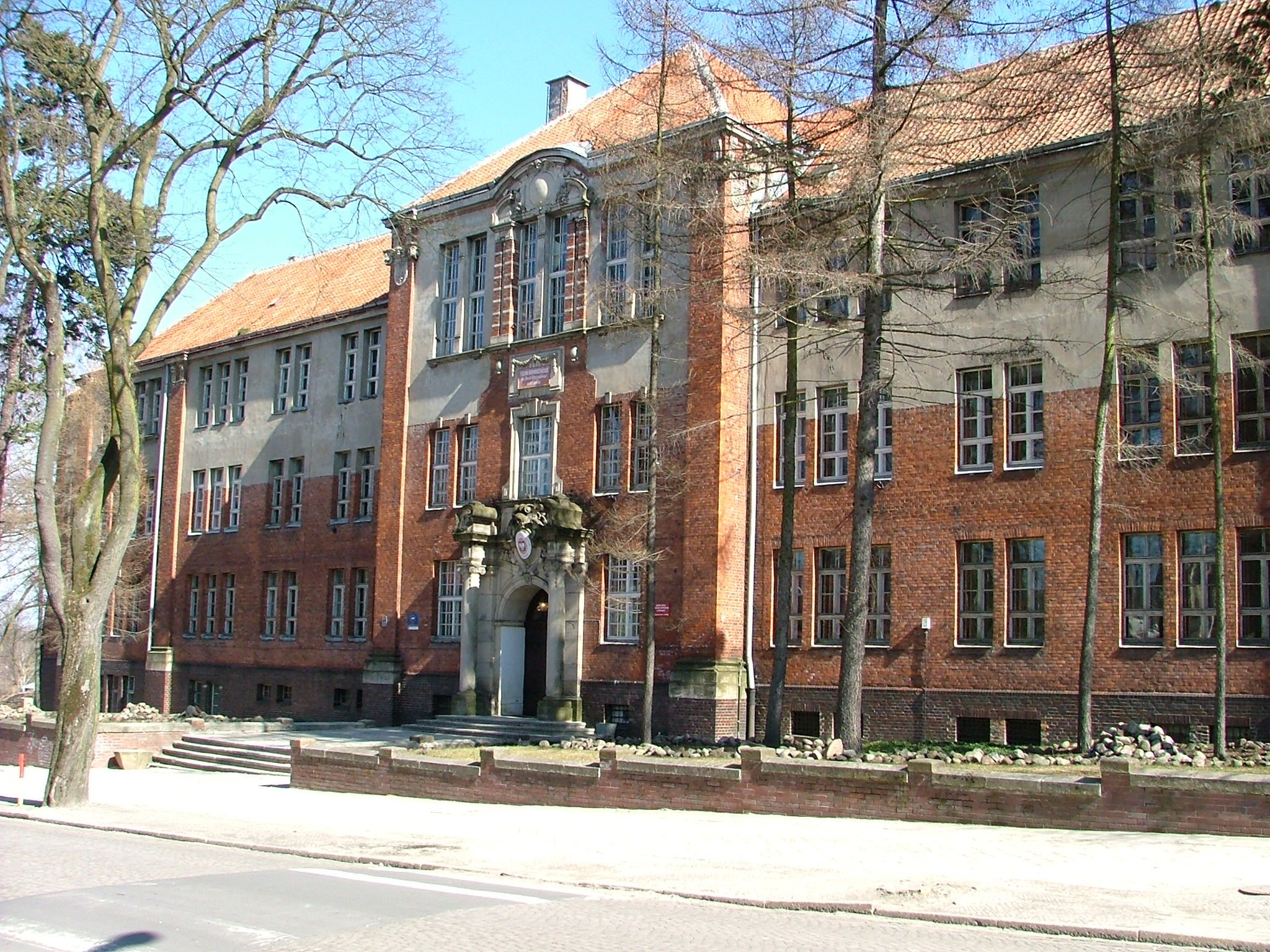
Liceum Ogólnokształcące nr 1 im. Jana Bażyńskiego

- Liceum Ogólnokształcące im. Jana Bażyńskiego
- Salezjańskie Liceum Ogólnokształcące im św. Dominika Savio
- Zespół Szkół Rolniczych im. Wincentego Witosa
- Zespół Szkół Zawodowych im. Sándora Petőfiego
- Zespół Szkół Zawodowych im. Stanisława Staszica
- Centrum Kształcenia Ustawicznego

## Kultura

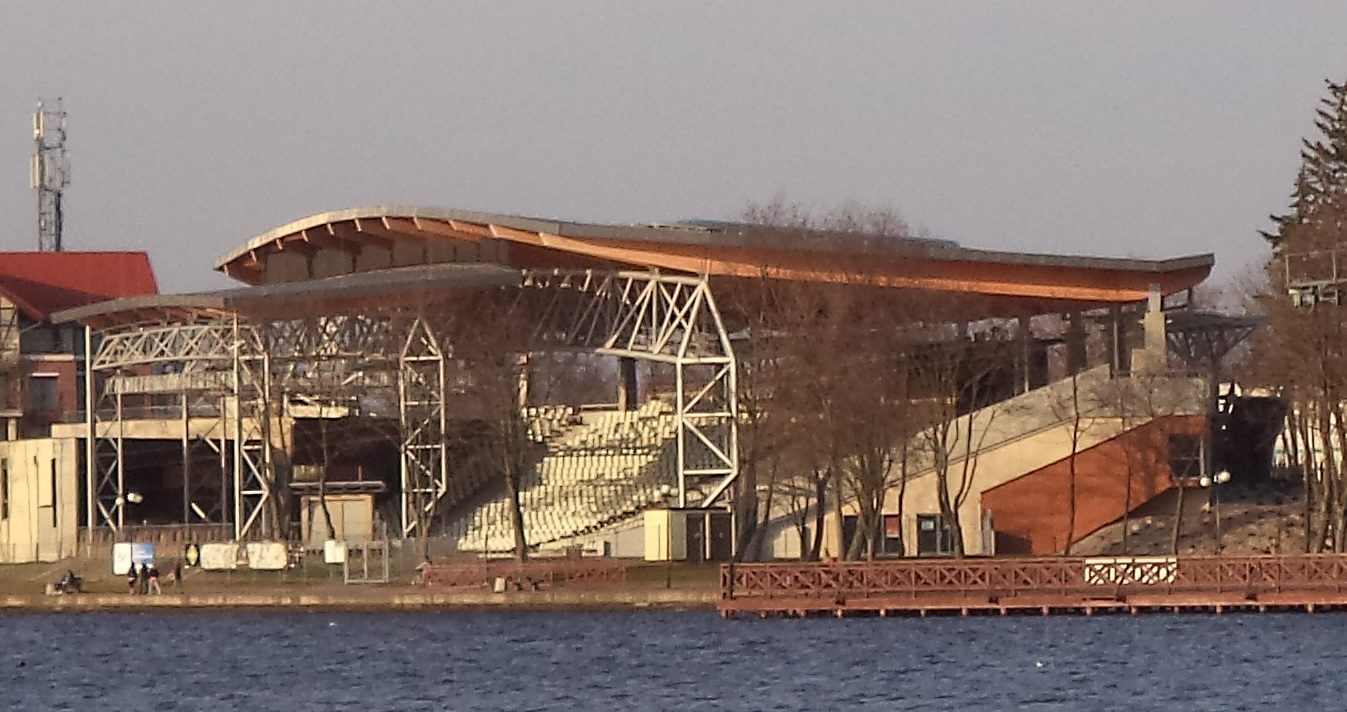
Amfiteatr

### Ośrodki kultury
- Centrum Kultury w Ostródzie (ul. Mickiewicza 22), któremu podlegają:
  - Amfiteatr
  - Galeria sztuki

### Biblioteki
- Miejska Biblioteka Publiczna – ul. Mickiewicza 22
- Filia Miejskiej Biblioteki Publicznej – ul. Chrobrego 2
- Powiatowa Biblioteka Pedagogiczna (do 1 września 2014 Filia Warmińsko-Mazurskiej Biblioteki Pedagogicznej w Elblągu[24]) – ul. Grunwaldzka 50
- Powiatowa Biblioteka Publiczna – ul. Drwęcka 2

### Muzea
- Muzeum w Ostródzie

### Lokalne media

#### Prasa
W Ostródzie wydawane są dwie lokalne gazety:
- Gazeta Ostródzka (piątkowy dodatek do Gazety Olsztyńskiej)

#### Telewizja
- Telewizja Mazury (była Telewizja Ostróda)[25].

#### Lokalne serwisy internetowe
- Ostróda Flesz[26]
- Ostróda News[27]
- Nasz Głos Ostróda
- RzeczJasnaTV
- Nasza Ostróda[28]
- OstrodaOnline.pl[29]
- Ostroda.wm.pl[30]

### Festiwale
W Ostródzie odbywają się festiwale:
- Ostróda Reggae Festival
- Ogólnopolski Festiwal Muzyki Tanecznej (dotychczas ostatnia edycja miała tu miejsce w 2018 roku)

## Sport

### Kluby sportowe
- Ostródzki Klub KYOKUSHIN KARATE[31]
- OKS Sokół Ostróda[32]

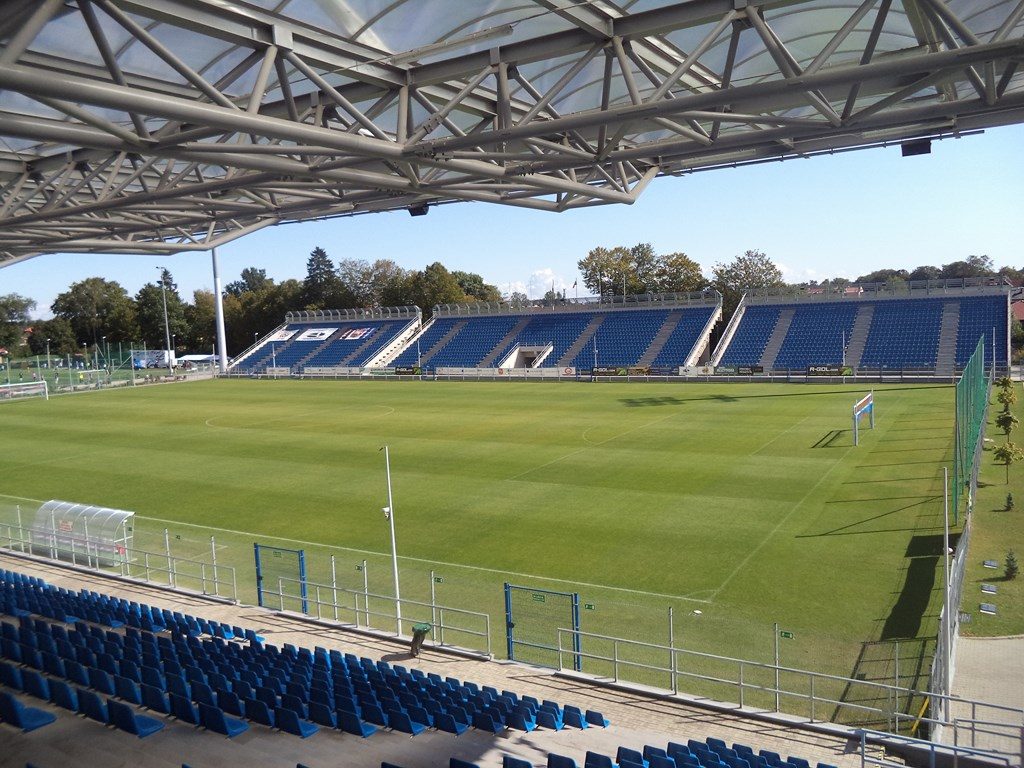
Stadion Miejski

- MLKS Foto „Ola” Ostróda – klub siatkarski
- Klub Sportowy „Champion Boxing Ostróda”
- SL „SALOS” – klub siatkarski
- Klub Żeglarski „Ostróda”
- Klub Sportowy „Gladius” Ostróda (Taekwondo)
- UKS Shizoku Ostróda (judo)
- Moto Klub Ostróda (sporty motorowe)
- A.M.K. Drwęca (sporty motorowe)
- „Ostródzianka” – Morliny Ostróda (tenis stołowy)
- KS „Sokół” (wioślarstwo)
- UKS Puma Ostróda (wioślarstwo)
- Klub Strzelecki „Garda” w Ostródzie[33], strzelnica na terenie leśnictwa Kaczory za jeziorem Puzy
- MLKS Ostróda, lekkoatletyka. Trener Ryszard Nowicki
- Tenjin Dojo Ostróda, Aikido[34].
- UMKS Orkan Ostróda, bieg na orientację
- Klub Sportowy PLAY/Akademia Piłki Ręcznej PLAY
- Akademia Piłkarska Ostróda (piłka nożna)
- Policyjny Klub Sportowy Mazury (PKS Mazury), zał. 9 sierpnia 2019, sekcje aero-fitness i sportów siłowych, badmintona (od sezonu 2019-2020 sekcja badmintona Policyjnego Klubu Sportowego Mazury – Polska Akademia Badmintona Olsztyn rozpoczęła rywalizację w II Ogólnopolskiej Lidze Badmintona), futsalu, hodowców gołębi pocztowych, lekkoatletyczna, ratownictwa wodnego i pływania, samoobrony i sportów walki, siatkówki, strzelecka, szachowa i gier planszowych, taktyki, techniki interwencji i survivalu oraz tenisa ziemnego[35]

### Obiekty sportowe
- Stadion Miejski w Ostródzie posiada 4998 miejsc siedzących ul. 3 Maja
- Stadion lekkoatletyczny im. Zdzisława Krzyszkowiaka

## Wspólnoty religijne

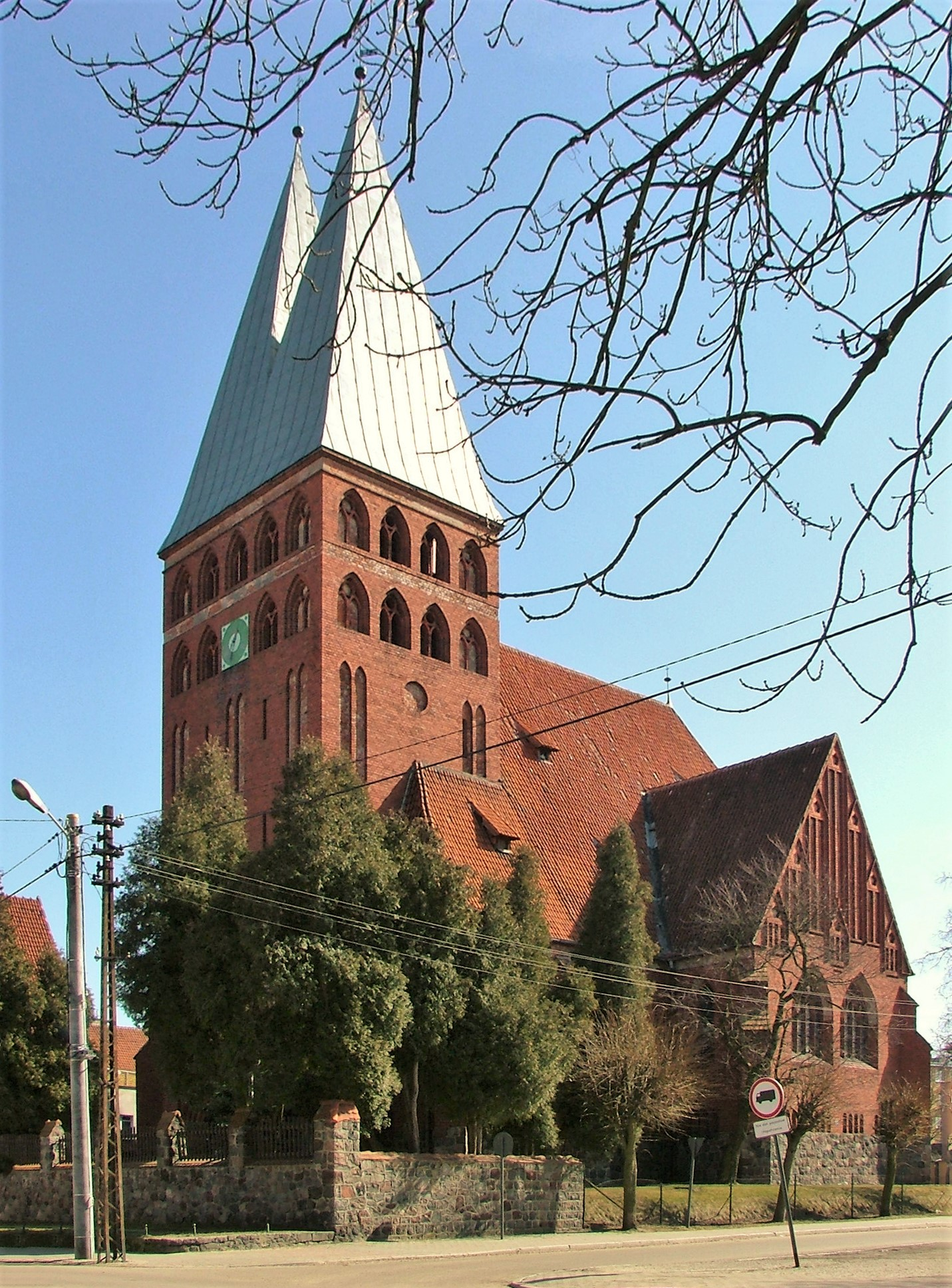
Neogotycki kościół ewangelicki z 1907 r.

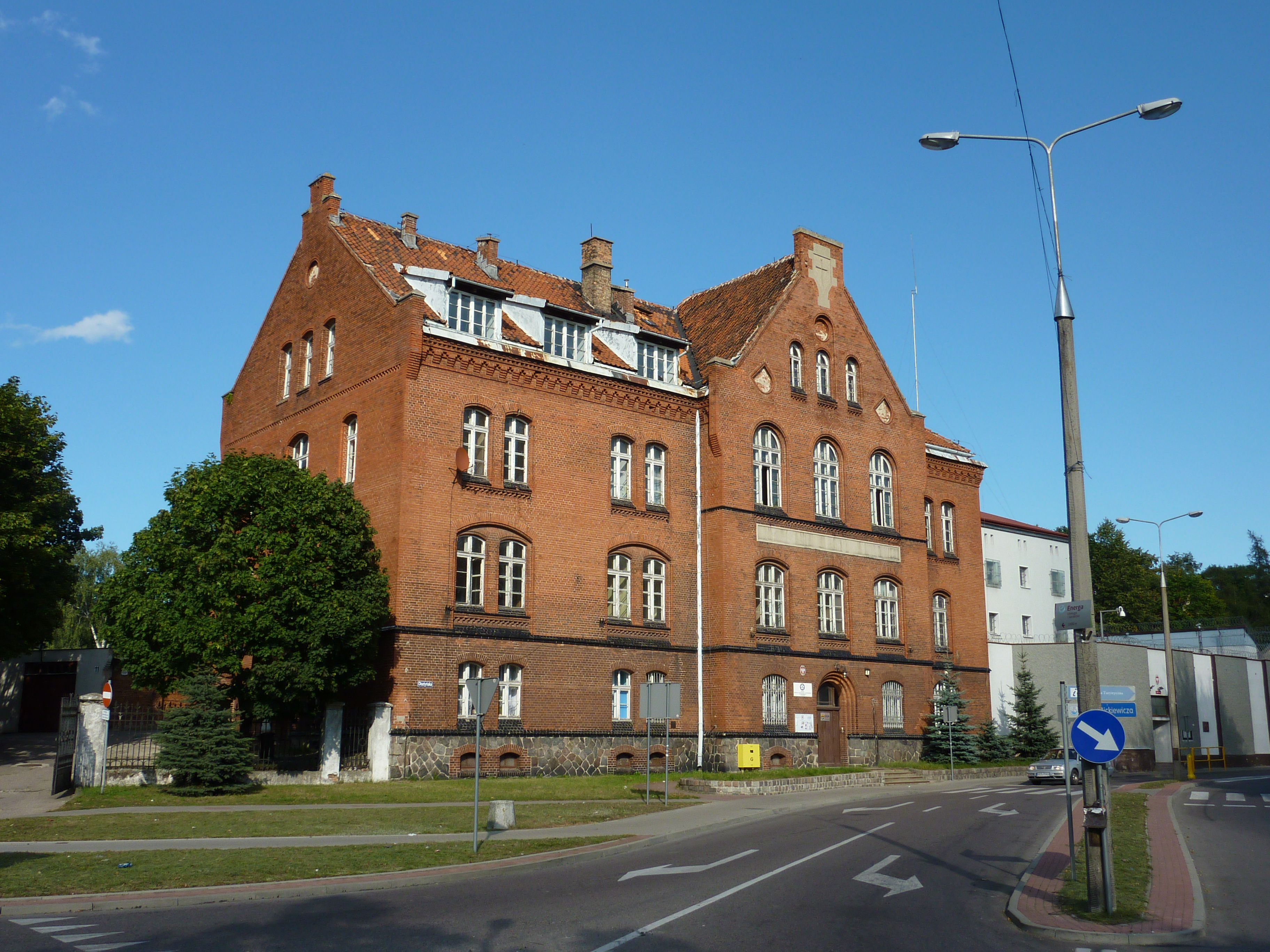
Budynek parafii ewangelicko-augsburskiej mieszczący jej kaplicę

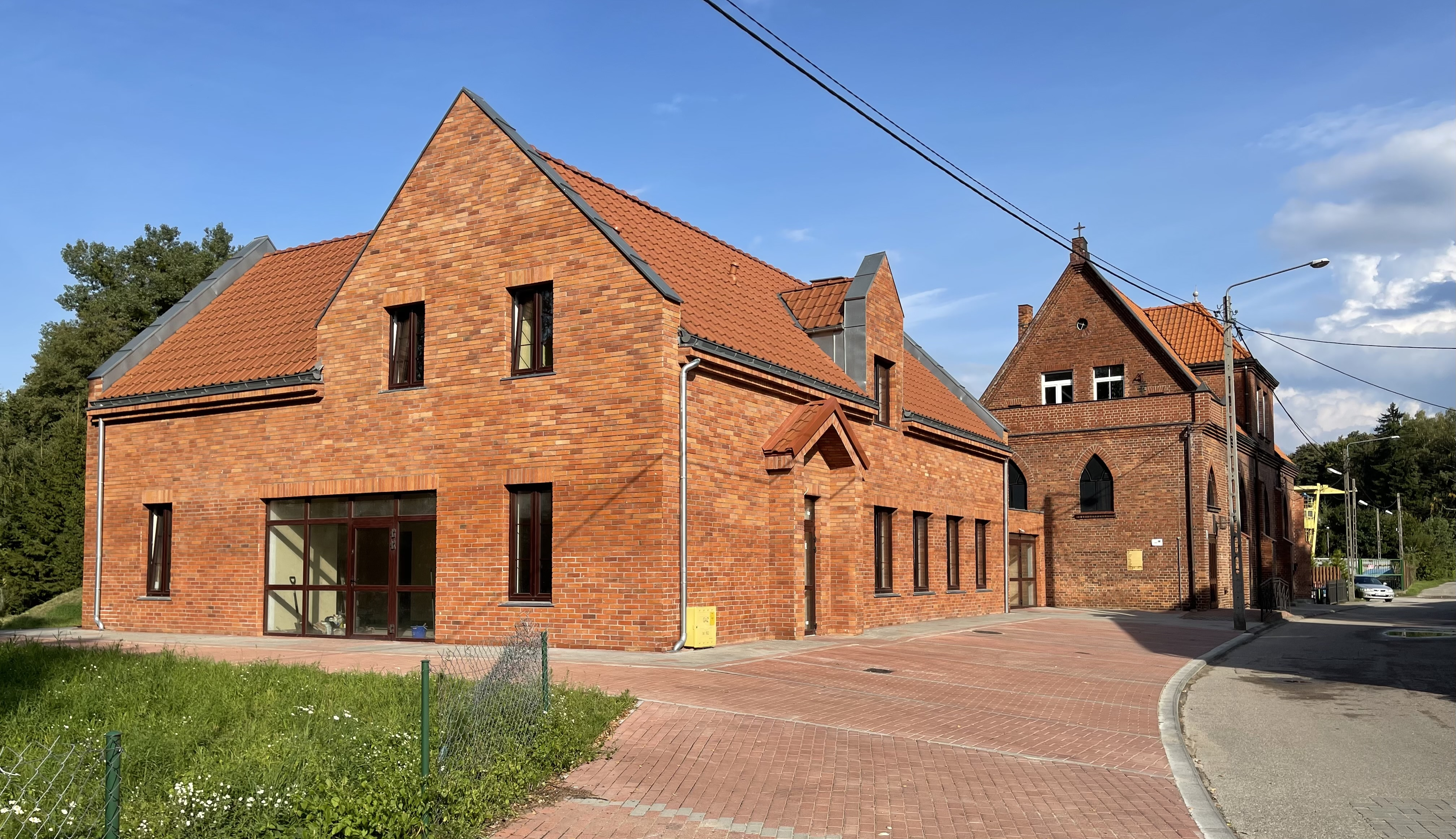
Kaplica zboru Kościoła Chrześcijan Baptystów

Na terenie Ostródy działalność religijną prowadzą następujące Kościoły i związki wyznaniowe:

### Kościół katolicki

#### Kościół rzymskokatolicki
- Dekanat Ostróda – Wschód:
  - Parafia Świętych Hiacynty i Franciszka[36]
  - Parafia św. Dominika Savio[37]
  - Parafia św. Ojca Pio z Pietrelciny[38]
  - Parafia św. Faustyny Kowalskiej[39]
  - Parafia św. Jana Bosko[40]
- Dekanat Ostróda – Zachód:

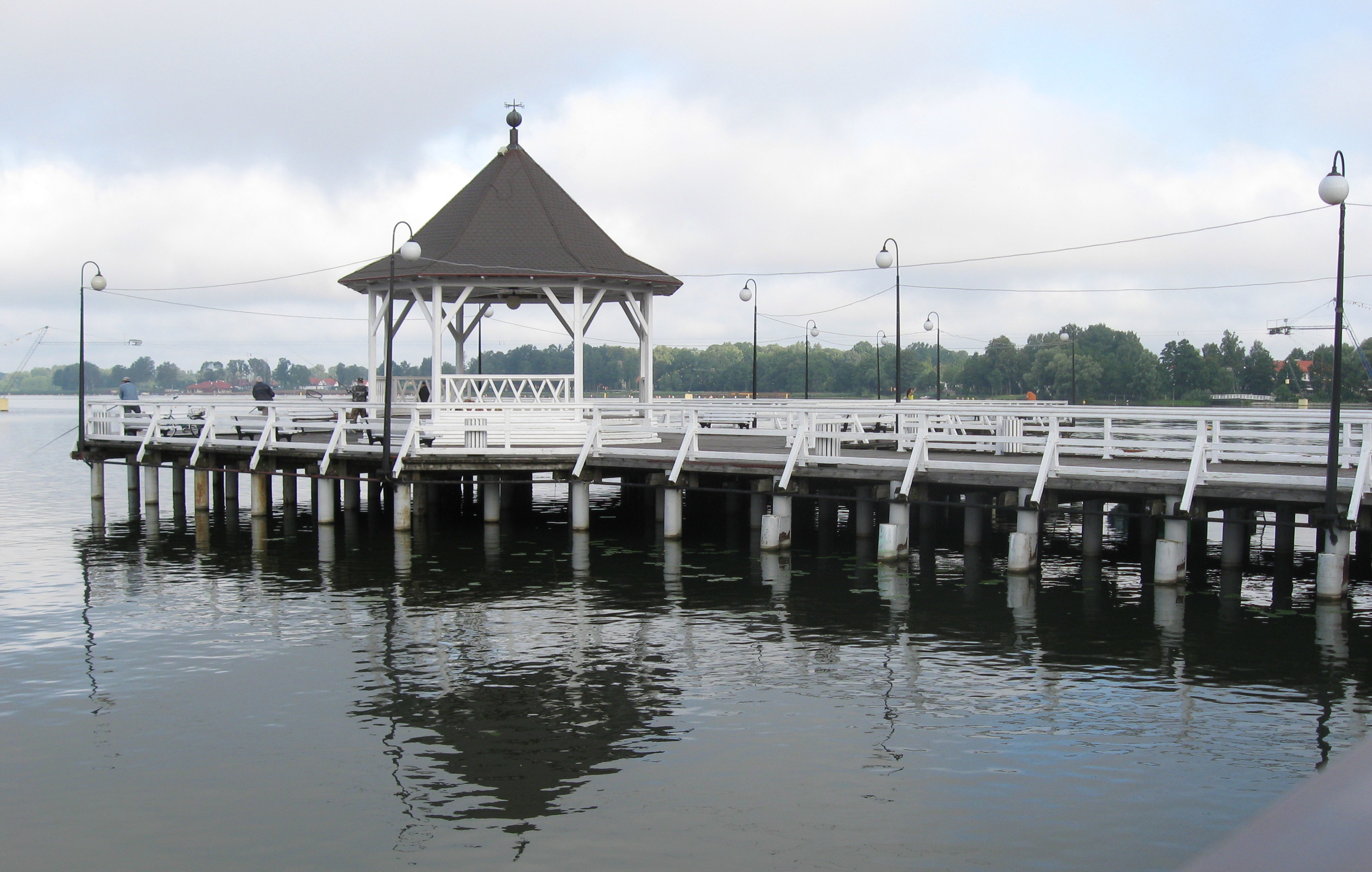
Ostródzkie molo

  - Parafia Niepokalanego Poczęcia Najświętszej Maryi Panny[41]
  - Parafia św. Franciszka z Asyżu[42]
  - Parafia św. Marcina Biskupa[43]

#### Kościół greckokatolicki
- parafia Ofiarowania Najświętszej Maryi Panny (Cerkiew Ofiarowania Najświętszej Maryi Panny)[44]

### Kościoły protestanckie
- Kościół Ewangelicko-Augsburski w RP:
  - parafia w Ostródzie[45]
- Kościół Ewangelicko-Metodystyczny w RP:
  - Parafia Łaski Bożej[46]
- Kościół Chrześcijan Baptystów:
  - zbór w Ostródzie[47]
- Kościół Chrystusowy w RP:
  - Kościół Chrystusowy w Ostródzie[48]

### Inne
- Świadkowie Jehowy:
  - zbór Ostróda–Południe[49]
  - zbór Ostróda–Północ[49][50]
- Kościół Nowoapostolski:
  - zbór w Ostródzie[51]

## Komunikacja

### Transport śródlądowy

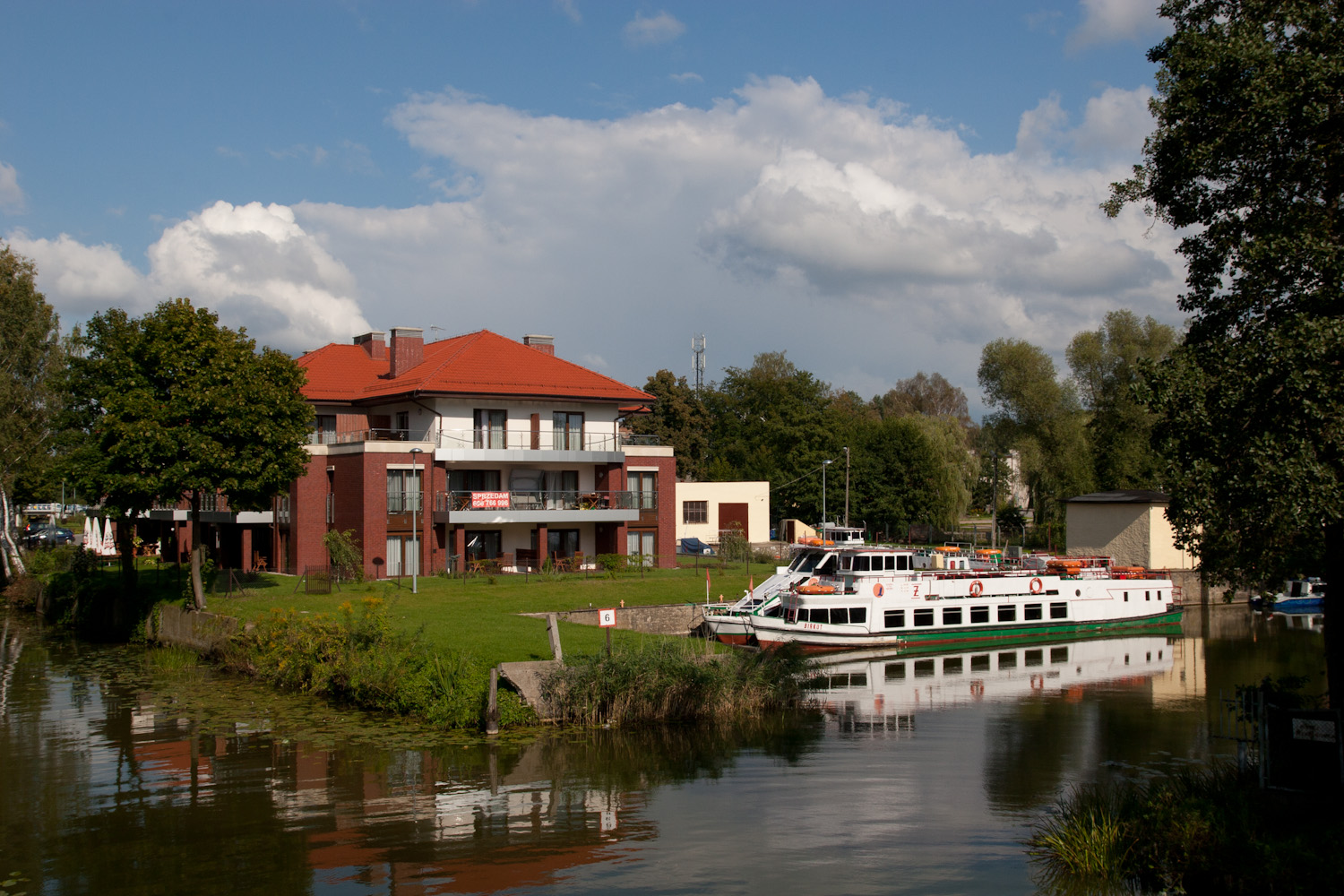
Przystań Żeglugi Ostródzko-Elbląskiej

W sezonie letnim Żegluga Ostródzko-Elbląska organizuje rejsy statkami tzw. białej floty po jeziorze Drwęckim i Kanałem Ostródzko-Elbląskim.

### Transport drogowy
Ostróda jest ważnym węzłem dróg krajowych:
- 7E77  Żukowo – Gdańsk – Elbląg – Ostróda – Warszawa – Kielce – Kraków – Chyżne
- 15 Ostróda (początek trasy) – Toruń – Gniezno – Krotoszyn – Trzebnica – (Wrocław)
- 16 Dolna Grupa – Grudziądz – Ostróda – Olsztyn – Mrągowo – Augustów – Ogrodniki

#### Ostródzcy przewoźnicy
- PKS Ostróda – przedsiębiorstwo obsługujące komunikację regionalną i dalekobieżną. Posiada linie dalekobieżne do Warszawy, Bydgoszczy i Gdańska oraz regionalne do Olsztyna, Morąga, Dzierzgonia, Zalewa, Lubawy, Lidzbarka Welskiego, Ornety, Olsztynka i Działdowa. Są obsługiwane również kursy do mniejszych miejscowości powiatu ostródzkiego.
- Żegluga Ostródzko-Elbląska – przedsiębiorstwo obsługujące komunikację miejską. W dni robocze uruchamia 8 linii dziennych, a w święta – 3 linie dzienne.

### Transport kolejowy

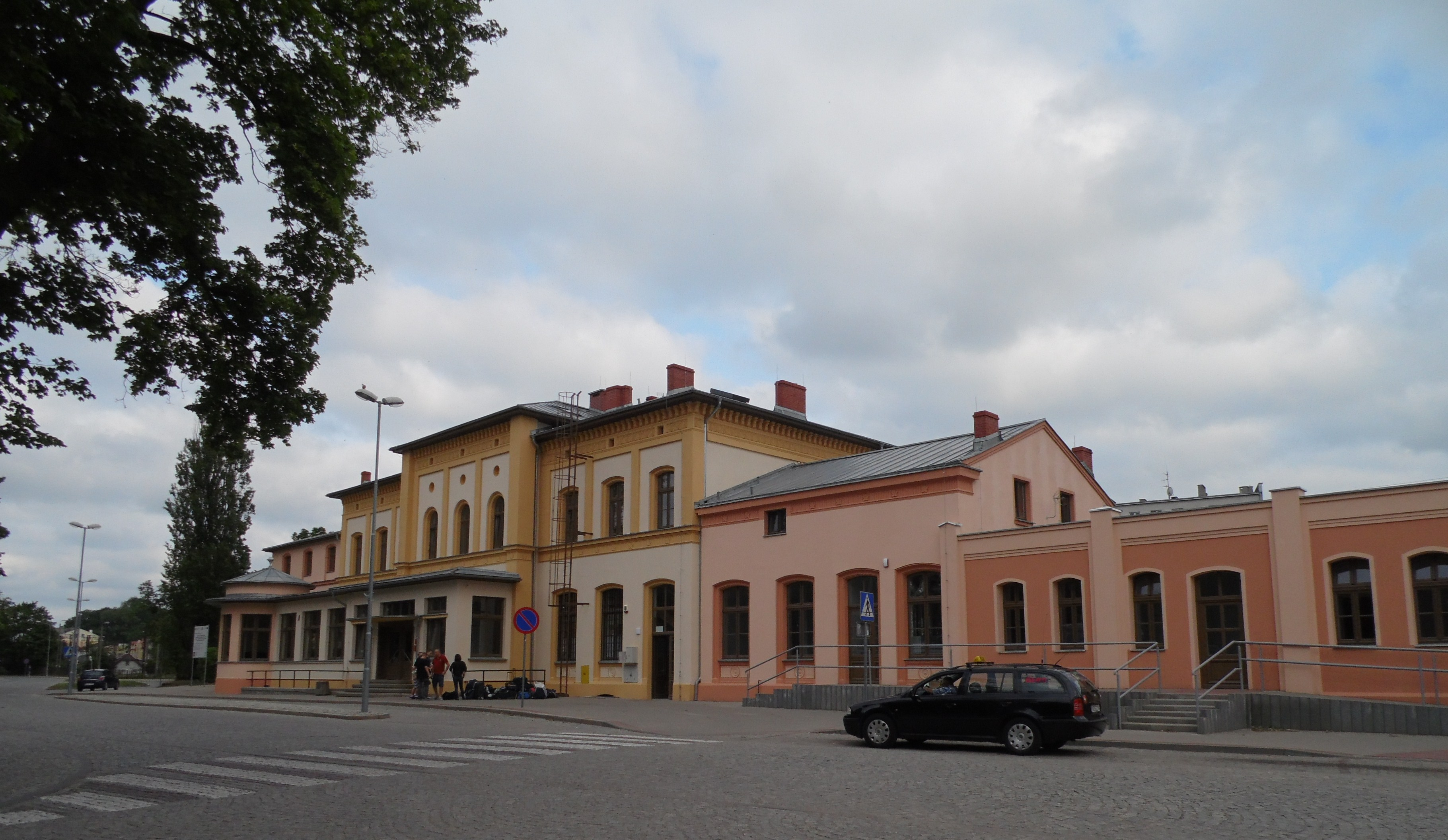
Dworzec kolejowy w Ostródzie

W Ostródzie znajduje się dworzec kolejowy, obok którego przebiega jedna linia kolejowa
| Nr linii | Trasa                           | Status | Data otwarcia |
| -------- | ------------------------------- | ------ | ------------- |
| 353      | Poznań Wschód – Żeleznodorożnyj | czynna | 1872          |

## Miasta partnerskie

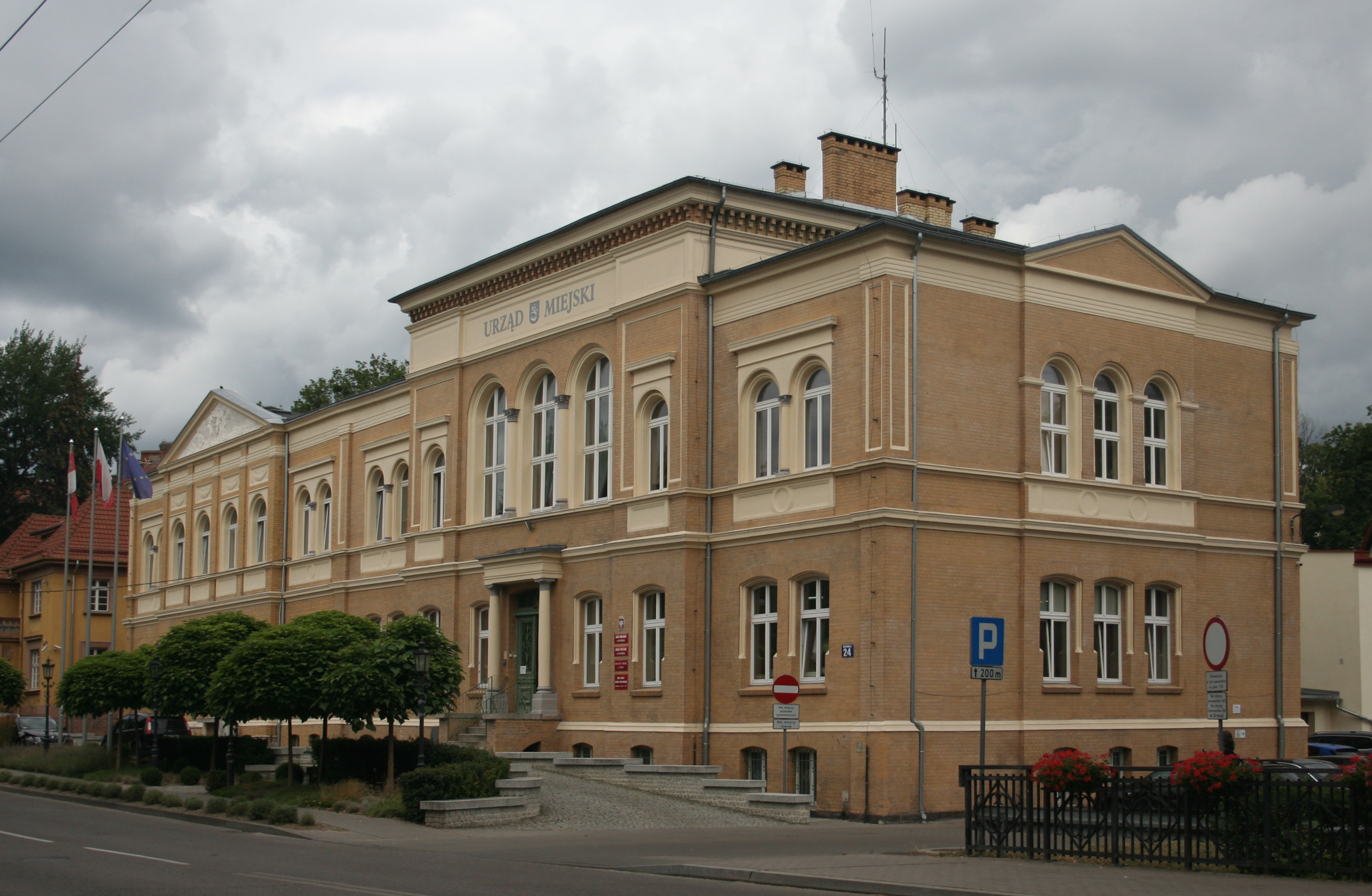
Urząd Miasta

| Miasto           | Kraj   | Data podpisania umowy |
| ---------------- | ------ | --------------------- |
| Osterode am Harz | Niemcy | 24 kwietnia 1994      |
| Szyłokarczma     | Litwa  | 27 września 2001      |

## Sąsiednie jednostki administracyjne
- Gminy: Ostróda, Miłomłyn, Łukta, Grunwald, Dąbrówno, Iława, Lubawa, Gietrzwałd
- Powiaty: ostródzki, olsztyński, nidzicki, działdowski, iławski, elbląski,

## Honorowi obywatele miasta Ostródy
- Zdzisław Krzyszkowiak – lekkoatleta, rekordzista świata w biegach, złoty medalista olimpijski.
- Krystyna Chojnowska-Liskiewicz – jachtowy kapitan ż.w., pierwsza kobieta, która samotnie opłynęła kulę ziemską (s/y „Mazurek”, 1976-1978), absolwentka ostródzkiego LO, honorowy obywatel miasta Ostródy
- Günter Verheugen – komisarz UE ds. przemysłu w Komisji José Barroso, były komisarz ds. rozszerzenia w Komisji Romano Prodiego, honorowy obywatel miasta Ostródy od 10 maja 2009
- Tadeusz Oracki – profesor filologii, honorowy obywatel miasta od 31.01.2014 r
- Edgar Steiner – honorowy obywatel miasta od 31.01.2014 r.[52]
- Piotr "Piter" Kolaj - organizator Ostróda Reggae Festival, honorowy obywatel miasta od 25.07.2025 . Wręczenie odbyło się na specjalnej sesji rady miasta podczas trwania festiwalu[53]